# Mandera
Mandera ist die Hauptstadt des Mandera Countys im äußersten Nordosten von Kenia nahe dem Dreiländereck Kenia–Äthiopien–Somalia. Gemäß Zensus von 1999 hatte sie 30.433 Einwohner.
Die Einwohner sind mehrheitlich Somali und gehören verschiedenen Clans an, darunter den Murulle und Garre. Sie haben verwandtschaftliche Beziehungen über die kaum gesicherten Staatsgrenzen hinweg. Das Gebiet, auch „Mandera-Dreieck“ genannt, ist seit der Kolonialzeit politisch instabil, immer wieder gibt es Clan-Konflikte. Insbesondere zur Zeit des Shifta-Krieges wurden die Einwohner auch Opfer von Menschenrechtsverletzungen durch kenianische Sicherheitskräfte. Zur schlechten Sicherheitslage tragen hohe Arbeitslosigkeit, Konkurrenz um knappe Ressourcen, die leichte Verfügbarkeit von Kleinwaffen und die Nähe zu Somalia – wo seit 1991 Bürgerkrieg herrscht – bei. Seit 1991 leben rund 10.000 Flüchtlinge aus Somalia in Mandera. Aufgrund von Dürre, Wasserknappheit und gestiegenen Nahrungsmittelpreisen ist Mangelernährung weit verbreitet.
Mitte 2008 eskalierte ein Konflikt zwischen Garre und Murulle um ein Bohrloch zur bewaffneten Auseinandersetzung, an der auch Milizen der Borana aus Äthiopien auf Seiten der Garre und Marehan-Darod-Milizen aus Somalia auf der Seite der Murulle beteiligt waren. Daraufhin führten Armee und Polizei eine gemeinsame Kampagne zur Entwaffnung der Bevölkerung durch, in deren Rahmen Tausende Männer gefoltert und Dutzende Frauen vergewaltigt wurden, zudem kam es zu Plünderungen.